# Zarafa

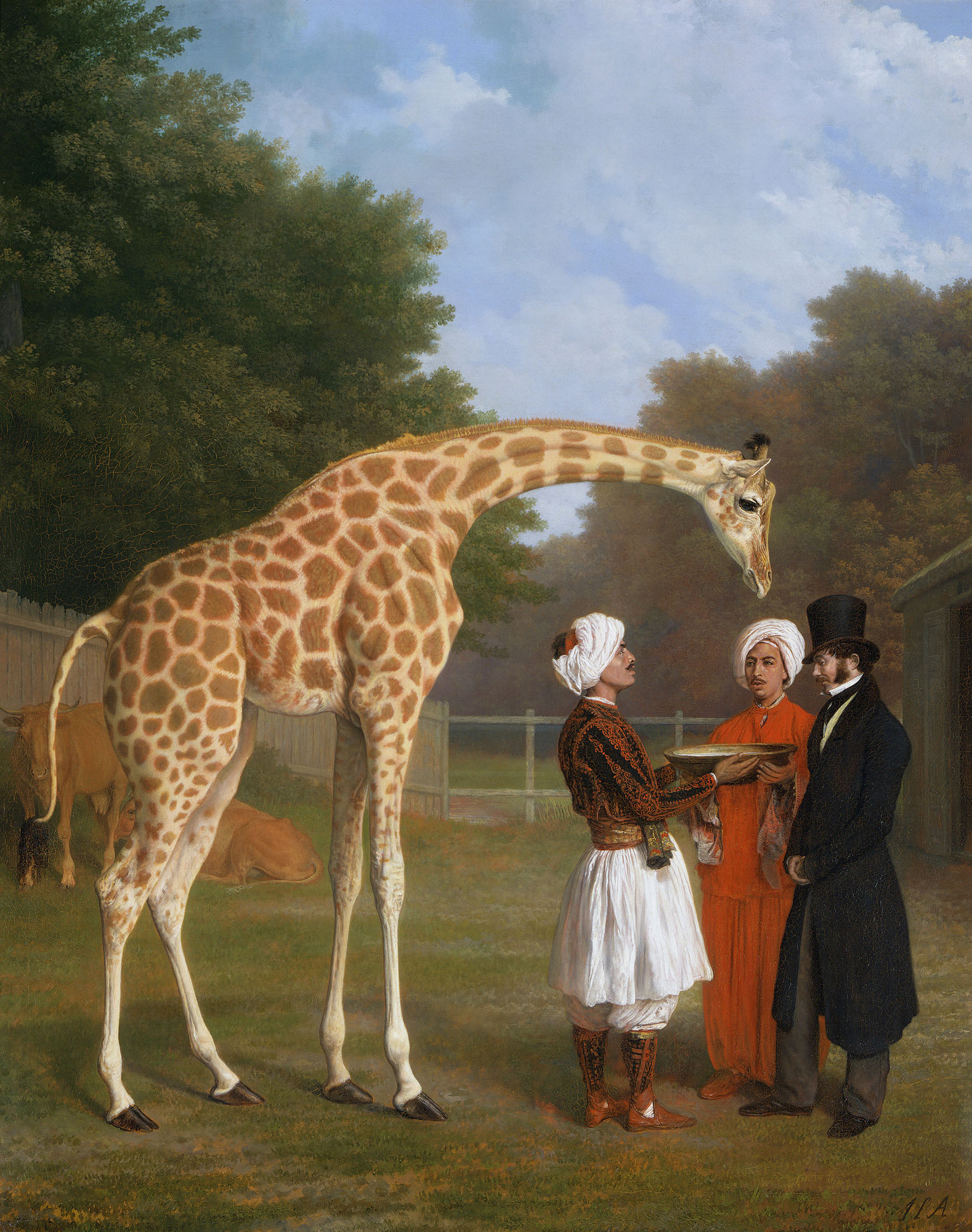
Una de les tres girafes que Muhàmmad Alí envià a Europa (ca. 1827)

Zarafa (? 1824 - París, 12 de gener de 1845) fou una girafa que visqué al Jardí de les Plantes de París. Fou probablement una de les primeres girafes que visqueren més de dos anys a Europa. En àrab, el seu nom vol dir 'xamosa' o 'bonica', però també 'girafa'.
Zarafa fou un regal per al rei Carles X de França de Muhàmmad Alí Paixà, governador d'Egipte. Aquest darrer esperava que el seu regal excepcional fes que el rei Carles X deixés de donar suport a la revolució grega. El regal fou endebades perquè el 20 d'octubre del 1827 una flota dels aliats (amb vaixells francesos, britànics i russos) derrotà una flota otomana molt més gran a la batalla de Navarino. Això resultà en la independència de Grècia.
Fou capturada quan era un cria a Sennar (Sudan) i fou portada sobre l'esquena d'un camell a Khartum. Després fou desplaçada en un vaixell pel Nil fins al Caire i per la mar Mediterrània fins a Marsella. Allà passà l'hivern amb la seva vetlladora i tres vaques que l'alletaven. El naturalista Étienne Geoffroy Saint-Hilaire l'acompanyà a França i li proporcionà una mena de calçat i una jaqueta doble groga feta de mantes per a la ruta a peu de 900 km fins a París. Fou un viatge de 41 dies i en cada poble o ciutat era tota una atracció. Quan arribà a París el 9 de juliol del 1827 hi havia 100.000 espectadors. Hi romangué fins a la seva mort 18 anys després.
Juntament amb Zarafa, es capturaren dues girafes que foren enviades al rei britànic Jordi IV i a l'emperador Francesc II a Viena. Aquests dos exemplars moriren en menys de dos anys.